# Kupina (Velika Kopanica)
Kupina je naseljeno mjesto u Republici Hrvatskoj u sastavu općine Velika Kopanica u Brodsko-posavskoj županiji.

## Zemljopis
Kupina se nalaze 7 km jugozapadno od općinskog središta Velike Kopanice, susjedna naselja su Divoševci na sjeveru, Prnjavor na jugu, Mala Kopanica na istoku, te Zoljani na zapadu.

## Stanovništvo
Prema popisu stanovništva iz 2011. godine Kupina je imala 269 stanovnika. 
| broj stanovnika | 200   | 231   | 248   | 316   | 321   | 351   | 343   | 335   | 335   | 357   | 367   | 336   | 296   | 315   | 306   | 269   | 206   |
|                 | 1857. | 1869. | 1880. | 1890. | 1900. | 1910. | 1921. | 1931. | 1948. | 1953. | 1961. | 1971. | 1981. | 1991. | 2001. | 2011. | 2021. |

## Šport
- NK Posavac, nogometni klub